# 黃雋智
黃雋智（英語：Huang Chun Chih，1996年4月22日—），臺灣男演员﹑模特，因2019年出演《HIStory3-那一天》而正式於演藝圈嶄露頭角。

## 簡歷
黄隽智畢業於國立台灣藝術大學工艺設計系。在校期间曾協助服裝設計系學生拍攝作品照片，因而意外地踏上模特之路。 在2018年，他參與Jack Chen的《可不可以陪我抽菸》MV演出，進而踏入演艺圈。2019年在LINE TV網路劇《HIStory3：那一天》中飾演男主角-于希顧一角。2022年擔任第59屆金馬獎頒獎典禮遞獎大使。

## 影視作品

### 電視劇/網路劇
| 年份   | 播出頻道               | 劇名             | 飾演                                   | 導演   |
| 2019年 | LINE TV                | HIStory3：那一天 | 于希顧(第1-18集) / 方偉(第19-20集)男主角 | 蔡宓潔 |
| 2020年 | KKTV                   | Life 線上的我們  | 客串                                   | 二宮崇 |
| 2022年 | CATCHPLAY+             | 正負之間         | 小智（客串）                           | 姜秉辰 |
| 2023年 | 八大劇樂部YOUTUBE 頻道 | 奇蹟             | 阿雋（客串）                           | 吳孟糖 |
| 2025年 | Netflix                | 忘了我記得       | 腳踏車年輕人（客串）                   | 劉若英 |
| 2025年 | 台視                   | 寶島西米樂       |                                        |        |

### 電影
| 年份   | 電影名稱 | 角色   | 導演   |
| 2023年 | 疫起     | 王顯耀 | 林君陽 |

### 短片/微電影
| 年份   | 劇名           | 飾演    | 導演    | 備註                                                           |
| 2016年 | 愛人不能Inside | No. 309 | Ann Xie | 復興商工2016畢業展                                             |
| 2019年 | 陌生女子的來電 |         | 謝安    | 台藝電影105級影展                                              |
| 2020年 | 倉居者         | 姜晨    | 張雅嬋  | 崑山科技大學2020畢業作品                                       |
| 2021年 | 祕密的午後     | 阿峰    | 鍾旻瑞  | 入圍金穗獎劇情片-學生組                                        |
| 2024年 | 非常規跑者     | 林飛    | 游美茵  | 2024公視學生劇展/ 國立臺灣藝術大學影音創作與數位媒體產業研究所 |

### 廣告作品
| 年份   | 名稱                                                                |
| 2020年 | 多喝水MORE氣泡水_守護更多篇 （页面存档备份，存于）                  |
| 2022年 | 網路兒少性剝削公益廣告(臺南市政府家庭暴力暨性侵害防治中心 委託辦理) |

### 舞台劇
| 年份   | 劇名               | 飾演   | 導演   | 製作     |
| 2020年 | 歡迎光臨主廚之家   | 黃哲平 | 何安妘 | 好戲製作 |
| 2022年 | Felicità婚禮事務所 | 苗先生 | 何安妘 | 好戲製作 |

### 主持
| 年份   | 名稱                | 頻道                  |
| 2023年 | 台灣男子 front line | 日本Niconico Channel+ |

### 平面拍攝
| 年份       | 名稱                                          |
| 2018年2月  | Dickies Taiwan                                |
| 2018年5月  | BANG                                          |
| 2018年6月  | hao TW 2018 S/S Stylebook - OUTFIT FOR SUMMER |
| 2018年6月  | 誠品年中慶企劃                                |
| 2018年10月 | Bella 儂儂 x KENZO - Forever Young            |
| 2018年10月 | JUKSY街星                                     |
| 2018年12月 | hao TW 2018 A/W - Be A Loose Boy              |
| 2019年3月  | Urban Research TW                             |
| 2019年9月  | Bella 儂儂 - i-dentity / 我，角色無限         |
| 2019年12月 | hao 2019 winter campaign 'The Classic'        |
| 2020年1月  | THE POINT POST ISSUE.19                       |
| 2020年4月  | 碧兒泉男仕                                    |
| 2020年5月  | men’s uno TW MAY 2020 SPECIAL ISSUE           |
| 2020年12月 | THE GRAND HEIST ‧ Produce by Puzu huang       |
| 2024年6月  | hopscotch by Cheng Yi Lee Photography         |
| 2024年6月  | cat's cradle by Cheng Yi Lee Photography      |

### 音樂作品
| 年份          | 歌名           | 類型     | 備註                           |
| 2020年8月25日 | 《預知夢》     | 數位單曲 | 作詞：黃雋智/作曲：錢威良      |
| 2024年4月5日  | 《月光加油站》 | 現場演唱 | 作詞：黃雋智/作曲：謝青燁 Eric |

### 音樂錄影帶
| 年份   | 演唱者    | 歌名                                              |
| 2018年 | Jack Chen | 可不可以陪我抽菸 Shall We Smoke?                  |
| 2019年 | 李聖傑    | 演唱會影片                                        |
| 2019年 | 魏嘉瑩    | 有沒有想過我 （页面存档备份，存于）               |
| 2019年 | 蕭秉治    | 再活一遍 （页面存档备份，存于）feat.宋偉恩 蕭秉治 |
| 2020年 | 黃雋智    | 預知夢 （页面存档备份，存于）                     |

### 活動
| 日期            | 活動名稱                                                        |
| 2019年10月8日   | 《HIStory3-那一天》口碑試映會                                   |
| 2019年10月14日  | 《HIStory3-那一天》首映記者會                                   |
| 2019年11月17日  | 《為愛，益起守護》紗奈慈善義賣                                  |
| 2019年11月30日  | 《HIStory3-那一天》HIStory PASS金卡會員明星下午茶               |
| 2019年12月1日   | 《2019 HIStory Party II》                                       |
| 2019年12月15日  | 《HIStory3-那一天》見面會 - 成都站                              |
| 2020年1月4日    | MISS GAME《騎士出任務》                                         |
| 2020年1月12日   | 《HIStory3-那一天》見面會 - 高雄站                              |
| 2020年1月18日   | 《HIStory3-那一天》見面會 - 天津站                              |
| 2020年6月27日   | 《不只普遍級》崑山科技大學視訊傳播設計系-台北映演《倉居者》映後 |
| 2021年4月3日    | 《歡迎光臨主廚之家》台北見面會                                  |
| 2021年12月5日   | 《祕密的午後》特映                                              |
| 2022年6月4日    | 《祕密的午後》金穗影展映後                                      |
| 2022年6月8日    | 《祕密的午後》金穗影展映後                                      |
| 2022年6月11日   | 《祕密的午後》金穗頒獎典禮出席                                  |
| 2022年10月29日  | 《正負之間 ～Plus & Minus》日本見面會                           |
| 2022年11月19 日 | 《59屆金馬獎》遞獎大使                                          |
| 2023年3月11日   | 《2023 HIStory Party 》粉絲見面會                               |
| 2023年4月16日   | 《疫起》映後 - 長春國賓                                         |
| 2023年4月16 日  | 《疫起》映後 - 光點華山                                         |
| 2023年4月29日   | 《疫起》映後 - 絕色喜滿客                                       |
| 2023年4月30日   | 《疫起》映後 - 絕色喜滿客                                       |
| 2023年9月10日   | 《NCI STUDIOS》一日店長                                         |
| 2023年10月5日   | 《毛毛慈善派對》義賣活動                                        |
| 2023年12月2日   | 《台灣男子front line in JP》公開錄影                            |
| 2023年12月3日   | 《奇蹟》日本見面會                                              |
| 2024年4月20日   | 《非常規跑者》特映                                              |

## 外部連結
- 黃雋智的Facebook專頁
- 黃雋智的Instagram帳戶
- 黃雋智的微博
- 黃雋智的Twitter